# Makaira
Ne doit pas être confondu avec Makhaira.
Genre
Makaira est un genre de poissons de la famille des Istiophoridae (celle des marlins), vivant dans les océans Atlantique, Pacifique et l'Indien.

## Description et caractéristiques
Le makaire bleu (Makaira nigricans), aussi appelé marlin bleu de l'Atlantique, est une espèce de marlin endémique de l'océan Atlantique. Ce makaire se nourrit d'une large variété d'organismes vivant à proximité de la surface dont des maquereaux, des thons, des coryphènes et des calamars. Il utilise son rostre pour étourdir, blesser ou tuer, comme à coups de couteau, en frappant indistinctement un groupe resserré de proies. Après son attaque, il revient manger ses victimes. 
Les femelles peuvent peser jusqu'à quatre fois le poids des mâles. La plus grande femelle enregistrée pesait 818 kilogrammes pour une longueur totale de 5 mètres.
Le makaire adulte a peu de prédateurs hormis l'homme. 
Dans les océans Pacifique et Indien, vit le makaire bleu indo-pacifique (en) (Makaira mazara)[réf. nécessaire], espèce voisine. 

## Habitat et répartition
Le makaire est présent dans les mers tropicales et subtropicales des océans Atlantique, Indien et Pacifique. Il vit plutôt au large des côtes et se nourrit essentiellement d'organismes présents à faible profondeur.

## Relations à l'Homme
Les pêcheurs à la ligne en recherche de défis apprécient sa combativité et il constitue pour eux une cible de grande valeur. Cependant, le makaire est actuellement considéré par l'IUCN comme une espèce menacée en raison de sa surpêche[réf. nécessaire].
Le makaire est un poisson de pêche recherché par les amateurs de défis. Du fait de la teneur relativement élevée en graisse de sa chair, il présente un intérêt commercial particulier sur certains marchés.

## Liste des espèces
Selon FishBase (3 mai 2016), World Register of Marine Species (3 mai 2016) et  :
- Makaira mazara (Jordan & Snyder, 1901)  - marlin bleu, Indo-Pacifique (non reconnu par ITIS (3 mai 2016)[4])[5]
- Makaira nigricans Lacepède, 1802 - makaire bleu, Atlantique

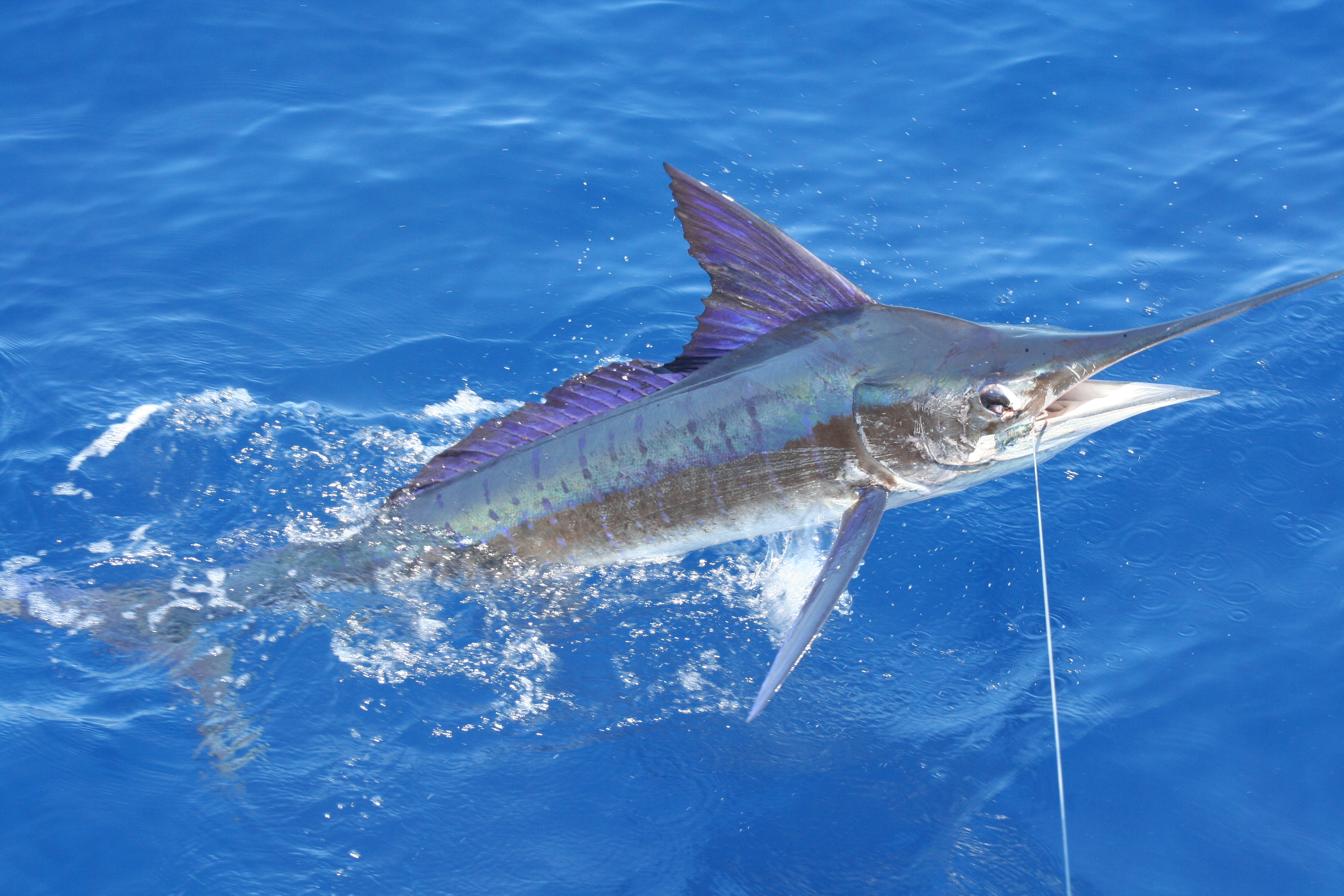
Makaira mazara
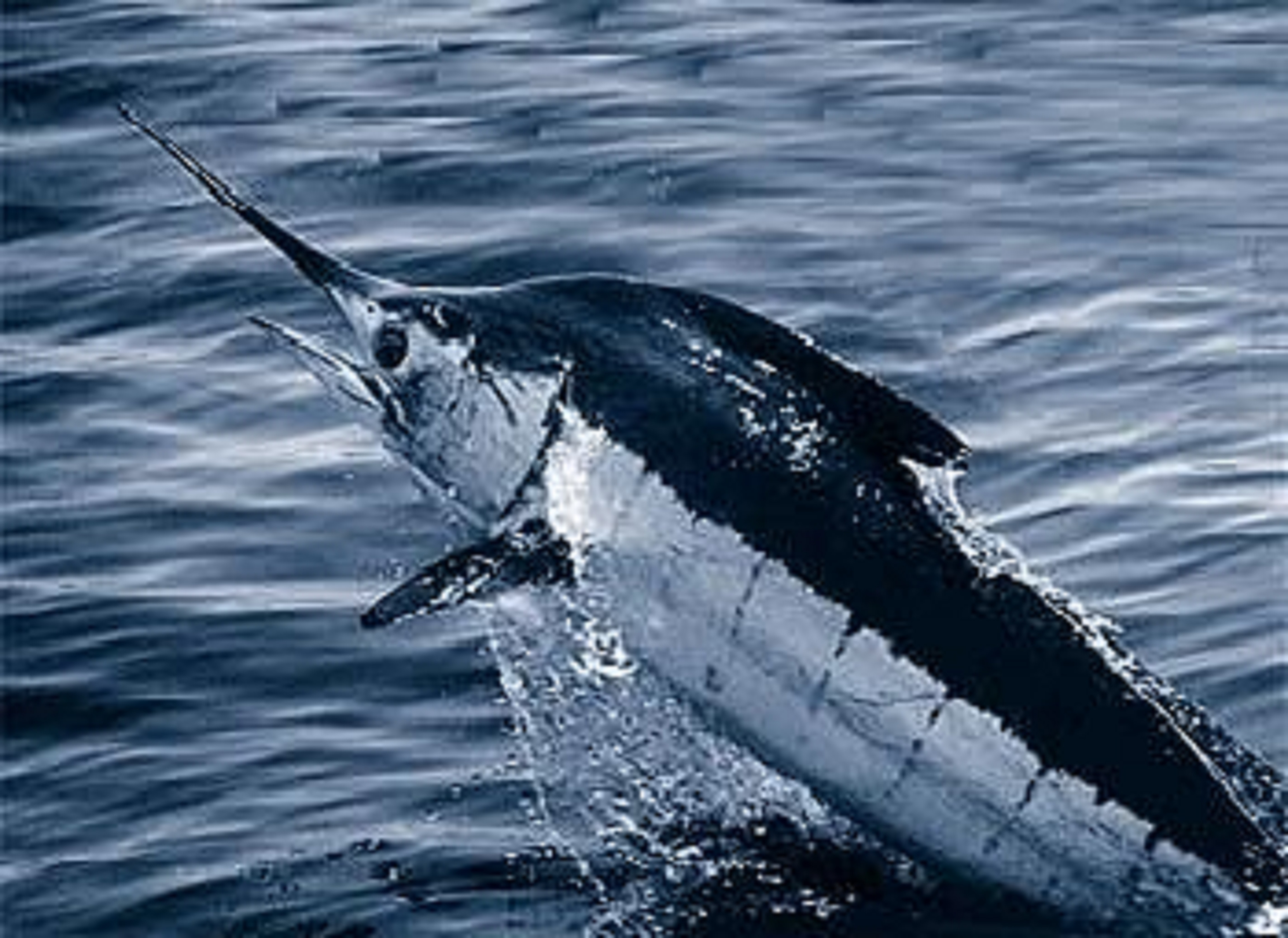
Makaira nigricans